# Mascotelos
Mascotelos ist ein Ort und eine ehemalige Gemeinde (Freguesia) im Norden Portugals.
Mascotelos gehört zum Kreis und zur Stadt Guimarães im Distrikt Braga. Die Gemeinde hatte eine Fläche von 1,26 km² und 1628 Einwohner (Stand 30. Juni 2011).
Am 29. September 2013 wurden die Gemeinden Mascotelos und Candoso (Santiago) zur neuen Gemeinde União das Freguesias de Candoso São Tiago e Mascotelos zusammengeschlossen.